# Simpson Lake (Yukon)
Der Simpson Lake ist ein 21,8 km² großer See, der sich 74 km nördlich von Watson Lake im kanadischen Yukon-Territorium befindet. Der See befindet sich im Stammesgebiet der Kaska Dena.

## Lage
Der Robert Campbell Highway verläuft entlang dem Ostufer des Sees. Der Simpson Lake besitzt eine Längsausdehnung in Nord-Süd-Richtung von 11,5 km sowie eine maximale Breite von etwa 3,2 km. Der See liegt auf einer Höhe von 694 m. Er ist bis zu 58 m tief. Die mittlere Wassertiefe beträgt 38 m. Der Simpson Lake wird von seinem südlichen Seeende zum nahen Frances River entwässert. Am südlichen Seeende befindet sich ein staatlicher Campingplatz mit einer zugänglichen Bootsrampe.

## Seefauna
Im See wurden u. a. folgende Fischarten nachgewiesen: Amerikanischer Seesaibling, Heringsmaräne und Prosopium cylindraceum (round whitefish).